# Efeito polar
O efeito polar ou efeito eletrônico em química é o efeito exercido por um substituinte em forças eletrostáticas em modificação operando na proximidade de um centro de reação. Os principais contribuidores para o efeito polar são o efeito indutivo, efeito mesomérico e o efeito de campo eletrônico através do espaço.